# H.262
L'H.262 o MPEG-2 Parte 2 (formalmente noto come ISO/IEC 13818-2, noto anche come MPEG-2 Video) è uno standard di compressione e codifica dei video digitali sviluppato e mantenuto congiuntamente dal Video Coding Experts Group (VCEG) dell'ITU-T e dal Moving Picture Experts Group (MPEG) dell'ISO/IEC. È la seconda parte dello standard ISO/IEC MPEG-2. La Raccomandazione ITU-T H.262 e i documenti ISO/IEC 13818-2 sono identici. Lo standard è disponibile dietro pagamento di una quota dall'ITU-T e dall'ISO.

## Panoramica
L'MPEG-2 Video è simile all'MPEG-1, ma fornisce anche il supporto per i video interlacciati (il formato usato dai sistemi televisivi analogici). L'MPEG-2 Video non è ottimizzato per le basse velocità di trasmissione (meno di 1 Mbit/s), ma supera le prestazioni dell'MPEG-1 a 3 Mbit/s e oltre. Tutti i decodificatori conformi agli standard dell'MPEG-2 Video sono perfettamente capaci di riprodurre gli stream MPEG-1 Video.

## Storia
Il processo di approvazione da parte dell'ISO/IEC fu completato nel novembre 1994. La prima edizione fu approvata nel Luglio del 1995 e pubblicata dall'ITU-T e dall'ISO/IEC nel 1996.
Nel 1996 il riconoscimento fu esteso a due emendamenti della Preetham per includere la Registrazione degli Identificatori dei Diritti d'autore e il Profilo 4:2:2. L'ITU-T pubblicò questi emendamenti nel 1996 e nell'ISO nel 1997.
Ci sono anche altri emendamenti pubblicati in seguito dall'ITU-T e dall'ISO.

## Edizioni
| Edizione         | Data di distribuzione | Ultimo emendamento | Standard ISO/IEC     | Raccomandazione ITU-T | Descrizione |
| ---------------- | --------------------- | ------------------ | -------------------- | --------------------- | ----------- |
| Prima edizione   | 1995                  | 2000               | ISO/IEC 13818-2:1996 | H.262 (07/95)         |             |
| Seconda edizione | 2000                  | 2009               | ISO/IEC 13818-2:2000 | H.262 (02/00)         |             |

## Profili e livelli
| Abbr. | Nome                                                  | Fotogramma | YCbCr | Stream | Commento                                             |
| ----- | ----------------------------------------------------- | ---------- | ----- | ------ | ---------------------------------------------------- |
| SP    | Simple Profile (Profilo semplice)                     | P, I       | 4:2:0 | 1      | nessun interlacciamento                              |
| MP    | Main Profile (Profilo principale)                     | P, I, B    | 4:2:0 | 1      |                                                      |
| 422P  | 4:2:2 Profile (Profilo 4:2:2)                         | P, I, B    | 4:2:2 | 1      |                                                      |
| SNR   | SNR Scalable Profile (Profilo scalabile SNR)          | P, I, B    | 4:2:0 | 1-2    | SNR: Signal to Noise Ratio (Rapporto segnale/rumore) |
| SP    | Spatial Scalable Profile (Profilo scalabile spaziale) | P, I, B    | 4:2:0 | 1-3    | decodifica di qualità bassa, normale e alta          |
| HP    | High Profile (Profilo alto)                           | P, I, B    | 4:2:2 | 1-3    | decodifica di qualità bassa, normale e alta          |

| Abbr. | Nome                            | Pixel/linea | Linee | Frequenza dei fotogrammi (Hz) | Velocità di trasmissione (Mbit/s) |
| ----- | ------------------------------- | ----------- | ----- | ----------------------------- | --------------------------------- |
| LL    | Low Level (Livello basso)       | 352         | 288   | 30                            | 4                                 |
| ML    | Main Level (Livello principale) | 720         | 576   | 30                            | 15                                |
| H-14  | High 1440 (Alto 1440)           | 1440        | 1152  | 30                            | 60                                |
| HL    | High Level (Livello alto)       | 1920        | 1152  | 30                            | 80                                |

| Profilo @ Livello | Risoluzione (px) | Frequenza dei fotogrammi max. (Hz) | Campionamento | Velocità di trasmissione (Mbit/s) | Esempio di applicazione                                                                                  |
| ----------------- | ---------------- | ---------------------------------- | ------------- | --------------------------------- | --- |
| SP@LL             | 176 × 144        | 15                                 | 4:2:0         | 0.096                             | Ricevitori senza fili                                                                                    |
| SP@ML             | 352 × 288        | 15                                 | 4:2:0         | 0.384                             | PDAs |
| SP@ML             | 320 × 240        | 24                                 | 4:2:0         | 0.384                             | PDAs |
| MP@LL             | 352 × 288        | 30                                 | 4:2:0         | 4                                 | Set-top box (STB)                                                                                        |
| MP@ML             | 720 × 480        | 30                                 | 4:2:0         | 15 (DVD: 9.8)                     | DVD, SD-DVB                                                                                              |
| MP@ML             | 720 × 576        | 25                                 | 4:2:0         | 15 (DVD: 9.8)                     | DVD, SD-DVB                                                                                              |
| MP@H-14           | 1440 × 1080      | 30                                 | 4:2:0         | 60 (HDV: 25)                      | HDV |
| MP@H-14           | 1280 × 720       | 30                                 | 4:2:0         | 60 (HDV: 25)                      | HDV |
| MP@HL             | 1920 × 1080      | 30                                 | 4:2:0         | 80                                | ATSC 1080i, 720p60, HD-DVB (HDTV). (La velocità per la trasmissione terrestre è limitata a 19,39 Mbit/s) |
| MP@HL             | 1280 × 720       | 60                                 | 4:2:0         | 80                                | ATSC 1080i, 720p60, HD-DVB (HDTV). (La velocità per la trasmissione terrestre è limitata a 19,39 Mbit/s) |
| 422P@LL           |                  |                                    | 4:2:2         |                                   | |
| 422P@ML           | 720 × 480        | 30                                 | 4:2:2         | 50                                | L'IMX della Sony usa soltanto l'intra-frame, video con "contributo" in broadcast (I&P only)              |
| 422P@ML           | 720 × 576        | 25                                 | 4:2:2         | 50                                | L'IMX della Sony usa soltanto l'intra-frame, video con "contributo" in broadcast (I&P only)              |
| 422P@H-14         | 1440 × 1080      | 30                                 | 4:2:2         | 80                                | Potenziali futuri prodotti HD basati sull'MPEG-2 di Sony e Panasonic                                     |
| 422P@H-14         | 1280 × 720       | 60                                 | 4:2:2         | 80                                | Potenziali futuri prodotti HD basati sull'MPEG-2 di Sony e Panasonic                                     |
| 422P@HL           | 1920 × 1080      | 30                                 | 4:2:2         | 300                               | Potenziali futuri prodotti HD basati sull'MPEG-2 di Panasonic                                            |
| 422P@HL           | 1280 × 720       | 60                                 | 4:2:2         | 300                               | Potenziali futuri prodotti HD basati sull'MPEG-2 di Panasonic                                            |

## Applicazioni

### DVD
Lo standard DVD usa l'MPEG-2 Video, ma impone alcune restrizioni:
- Risoluzioni ammesse
  - 720 × 480, 704 × 480, 352 × 480, 352 × 240 pixel (NTSC)
  - 720 × 576, 704 × 576, 352 × 576, 352 × 288 pixel (PAL)
- Aspect ratio (immagine) ammesso (AR del display)
  - 4:3
  - 16:9
  - (1,85:1 e 2,35:1, tra gli altri, sono spesso elencati come aspect ratios validi di DVD, sono in effetti solo un'immagine 16:9 con la parte superiore e inferiore del fotogramma coperta di nero)
- Frequenze dei fotogrammi ammesse
  - 29,97 frame/s (NTSC)
  - 25 frame/s (PAL)
  - 23,976 frame/s mediante uso del 3:2 pulldown (FILM)
- Velocità di trasmissione audio+video
  - Picco video 9,8 Mbit/s
  - Picco totale 10,08 Mbit/s
  - Minimo 300 kbit/s
- Y'CbCr 4:2:0
- Struttura dei GOP (Group of picture)
  - L'intestazione della sequenza deve essere presente all'inizio di ogni GOP
  - Fotogrammi massimi per GOP: 18 (NTSC) / 15 (PAL), cioè entrambi 0,6 secondi
  - GOP chiusi richiesti per i DVD ad angolo multiplo

### HD DVD & Blu-ray
Gli standard HD DVD e Blu-ray usano l'MPEG-2 Video insieme agli standard video MPEG-4 H.264/AVC.